# 恩田原
恩田原（おんだばら）は、静岡県静岡市駿河区にある町名。丁目を持たない単独町名である。住居表示未実施。地番整理はされている。

## 地理
駿河区の東部に位置し、北に小鹿と、南東に片山と、南西に富士見台と隣接している。田畑が多いが、住宅や工場、事務所も立地している。
現在「恩田原・片山土地区画整理事業」により開発計画中である。

## 歴史
- 1974年（昭和49年）8月31日 - 静岡市大谷、小鹿の各一部を分割し新設。町内で地番整理される。
- 2005年（平成17年）4月1日 - 政令指定都市化により、行政区が駿河区となる。

## 世帯数と人口
2020年10月1日の国勢調査（総務省統計局）による。
| 町丁   | 世帯数 | 人口 |
| ------ | ------ | ---- |
| 恩田原 | 6世帯  | 18人 |

## 小・中学校の学区
市立小・中学校に通う場合、学区は以下のとおりとなる。
| 分割           | 小学校               | 中学校               |
| -------------- | -------------------- | -------------------- |
| 東部（旧小鹿） | 静岡市立東豊田小学校 | 静岡市立東豊田中学校 |
| 西部（旧大谷） | 静岡市立大谷小学校   | 静岡市立南中学校     |

## 施設
- タミヤ本社
- 生活協同組合ユーコープしずおか県本部
- エスパルスドリームフィールド静岡 フットサル場
- 恩田原スポーツ広場
- アマゾンジャパンDCJ3デリバリーステーション
- 遠州トラック
- 静岡運輸
- ギオンデリバリーサービス